# Товстівська сільська рада (Семенівський район)
Товстівська сільська рада — колишній орган місцевого самоврядування у Семенівському районі Полтавської області з центром у c. Товсте.
Населення — 1271 осіб.

## Населені пункти
Сільраді були підпорядковані населені пункти:
- c. Товсте
- с. Бадьорівка
- с. Греблі
- с. Нова Олександрівка
- с. Новоселиця
- с. Слюзівка
- с. Червоний Лиман